# Molí de la Boixera
El molí de la Boixera és un edifici del municipi de la Pobla de Claramunt (Anoia) inclosa en l'Inventari del Patrimoni Arquitectònic de Catalunya.

## Descripció
Originalment fou un molí paperer, i, al segle xx, molí fariner i serradora. La conservació de l'edifici és bastant bona, malgrat el muntatge de les moles i els soterranis amb un rodet vertical bastant gros.
La seva tipologia és la mateixa de tots els molins paperers, amb una planta rectangular construïda amb pedra, i amb tàpia a la part alta.

## Història
A l'època d'expansió d'aquest tipus d'indústria, el 1753 és arrendat a Llorenç Guarro, de Capellades, per Segimon Borrull, paraire d'Igualada. Inactiu fins finals del segle xix. Durant aquest segle va servir de molí fariner i serradora de fusta. En el present s'usa per a habitatge.